# Navaja de precisión

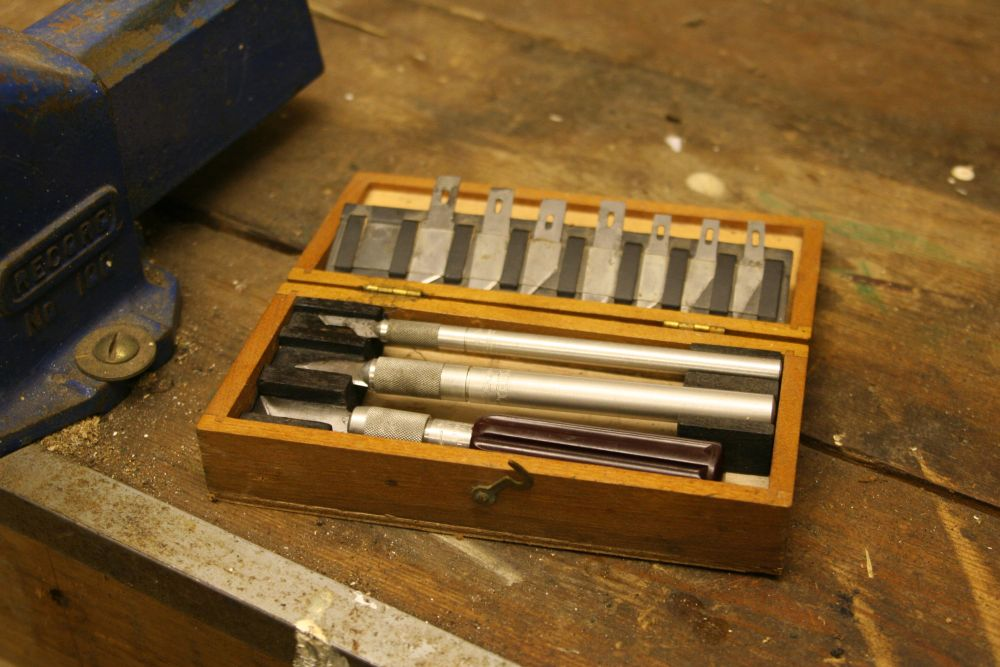
Un juego de navajas de precisión con hojas de repuesto.

La navaja de precisión o cúter exacto es una cuchilla corta y afilada que se coloca dentro de una montura de aluminio similar a un bolígrafo.
Es usada en artesanías y pasatiempos como el modelado a escala y es erróneamente denominada simplemente como cúter. Antes de la llegada de la imagen digital y las utilidades para el procesamiento de texto, la preparación de originales de impresión (literalmente cortar y pegar o montaje) dependía en gran medida del uso de navajas como esta, al ser eficaces en el recorte y maniobra de trozos de papel.
El tipo más común de navaja de precisión lleva una cuchilla de tamaño estándar y mide alrededor de 145 mm en conjunto con el mango. La abrazadera nudosa sirve para aflojar y apretar un collar de aluminio, el cual sujeta la cuchilla sustituible. 
La navaja original fue inventada por Sundel Doniger, un inmigrante estadounidense de origen polaco. Él planeaba venderla a los cirujanos como un escalpelo, pero careció de aceptación debido a que no podía ser limpiada. La herramienta se volvió popular con la marca registrada de X-Acto (de donde proviene su denominación ordinaria en español), fabricada por Elmer's Products, Inc.